# Kiama lachrymoides
Kiama lachrymoides är en spindelart som beskrevs av Main och Mascord 1969. Kiama lachrymoides ingår i släktet Kiama och familjen Cyrtaucheniidae.
Artens utbredningsområde är New South Wales. Inga underarter finns listade i Catalogue of Life.